# Michael Walter
Michael Walter (Pirna, 12 marzo 1959 – 6 agosto 2016) è stato uno slittinista tedesco orientale.
Dopo la riunificazione della Germania (1990), ha acquisito la cittadinanza tedesca.

## Biografia
Esordì in Coppa del Mondo nella stagione 1979/80, conquistò il primo podio il 9 marzo 1980 nel singolo a Königssee (3°) e la prima vittoria il 31 gennaio 1982 sempre nel singolo ad Hammarstrand. Trionfò in classifica generale nella specialità del singolo nell'edizione del 1983/84.
Prese parte a due edizioni dei Giochi olimpici invernali gareggiando nel singolo: a Sarajevo 1984 giunse quarto, mentre a Calgary 1988 concluse la sua carriera chiudendo al quinto posto.
Ai campionati mondiali ottenne due medaglie nel singolo, una d'oro ad Oberhof 1985 ed una d'argento ad Hammarstrand 1981. Nelle rassegne continentali vinse una medaglia d'argento ed una di bronzo.

## Palmarès

### Mondiali
- 2 medaglie:
  - 1 oro (singolo a Oberhof 1985);
  - 1 argento (singolo a Hammarstrand 1981).

### Europei
- 2 medaglie:
  - 1 argento (gara a squadre a Königssee 1988);
  - 1 bronzo (singolo a Hammarstrand 1986).

### Coppa del Mondo
- Vincitore della Coppa del Mondo nella specialità del singolo nel 1983/84.
- 18 podi (tutti nel singolo):
  - 5 vittorie;
  - 8 secondi posti;
  - 5 terzi posti.

#### Coppa del Mondo - vittorie
| Data             | Luogo        | Paese          | Disciplina |
| ---------------- | ------------ | -------------- | ---------- |
| 31 gennaio 1982  | Hammarstrand | Svezia         | Singolo    |
| 21 febbraio 1982 | Königssee    | Germania Ovest | Singolo    |
| 9 gennaio 1984   | Hammarstrand | Svezia         | Singolo    |
| 4 marzo 1984     | Oberhof      | Germania Est   | Singolo    |
| 5 gennaio 1986   | Oberhof      | Germania Est   | Singolo    |